# 花扇抄 -花姿恋錦絵-
宝塚舞踊詩『花扇抄』 -花姿恋錦絵-（かせんしょう はなすがたこいにしきえ）は宝塚歌劇団の舞台作品。宝塚公演は16場。
作・演出は酒井澄夫。
併演作品は『扉のこちら』と『ミリオン・ドリームズ』。

## 解説
※『宝塚歌劇100年史（舞台編）』の宝塚大劇場公演参考。
日本物のショー作品。
宝塚公演は天海祐希のトップお披露目公演演目の一つ。

## 公演期間と公演場所
- 1993年9月17日 - 10月25日　宝塚大劇場（月組公演）
- （東京宝塚劇場公演はない）
- 1994年7月11日 - 7月23日　ロンドン・コロシアム劇場（ロンドン公演）

## スタッフ
氏名の後ろに「宝塚」、「ロンドン」の文字がなければ両公演共通
- 作曲・編曲：寺田瀧雄、吉田優子
- 作曲・笛：藤舎名生
- 音楽指揮：岡田良機（宝塚）、寺田瀧雄（ロンドン）
- 振付：花柳寿楽、花柳芳次郎、睦千賀
- 装置：石濱日出雄
- 衣装：中川菊枝、静間潮太郎、辻村ジュサブロー
- 照明：勝柴次朗
- 音響：加門清邦
- 太鼓指導：西川啓光
- 小道具：伊集院徹也
- 効果：市成秀二
- 演出補：石田昌也
- 演出助手：木村信司、丹羽俊輔（宝塚）
- 振付助手：朝みち子（ロンドン）
- 装置補：広森守
- 舞台進行：川口俊一（宝塚）
- 制作：佐分孝（宝塚）

## 主な配役

### 宝塚
- 浮世絵の女、姫1、美女A - 松本悠里
- 光源氏、頭A、若侍、若衆S - 天海祐希
- 上﨟A、芸者S、姫2、美女S - 麻乃佳世
- 上﨟B、芸者、筆の精 - 邦なつき
- 風 - 葵美哉
- 上﨟B、芸者、局 - 舞希彩
- 公達B、風 - 幸風イレネ
- 公達B、風A、若衆A - 若央りさ
- 公達A、祭の男A、若衆A - 久世星佳
- 公達A、祭の男A、武将、若衆A - 真琴つばさ
- 歌う公達、祭の男A、若衆A - 姿月あさと
- 上﨟A、祭の男A、美女A - 汐風幸
- 上﨟B、局 - 朝みち子、光あけみ

### ロンドン
- 光源氏、頭A、深川の男、踊る若衆、若衆S - 安寿ミラ
- 公達A、祭りの男A、若侍、踊る若衆、若衆A - 真琴つばさ
- 公達A、祭りの男A、歌う若衆、若衆A - 香寿たつき
- 浮世絵の女、深川の女、姫、美女A - 松本悠里
- 上臈A、踊る美女、美女A - 月影瞳
- 芸者S、歌う女の子、踊る美女、美女A - 風花舞